# پابلو آرمرو
پابلو استیفر آرمرو (اسپانیایی: Pablo Estífer Armero‎؛ زاده ۲ نوامبر ۱۹۸۶) بازیکن فوتبال اهل کلمبیا است.
وی سابقه ۶۸ بازی و ۲ گل ملی برای تیم ملی فوتبال کلمبیا در کارنامه خود دارد.